# Selo semipostal
Um selo semipostal , também conhecido como selo de caridade, é um tipo de selo postal emitido para levantar dinheiro para um propósito específico (tais como uma causa de caridade) e vendido a um valor acima do valor postal regular. Normalmente, o selo semipostal mostra duas denominações separadas por um sinal de mais, mas, em muitos casos, a única denominação apresentada é a do valor da postagem, e o cliente simplesmente paga o preço mais alto quando comprar os selos.

## Os primeiros semipostais
O primeiro selo semipostal foi, na verdade, um cartão-postal; para comemorar o Uniform Penny Post, em 1890, o Reino Unido da Grã-Bretanha e Irlanda emitiu um cartão com um valor de face de uma moeda de um centavo (1d), mas que era vendido por sixpence (6d), com a diferença recolhida para um fundo destinado aos trabalhadores dos correios. Os primeiros selos semipostais foram emitidos pelas colônias australianas de Nova Gales do Sul e Victoria, em homenagem ao Jubileu de Diamante da Rainha Vitória, em 1897, com selos tendo denominações em pennies, mas que eram  vendidos em xelins, um aumento de 12 vezes sobre o valor de face.

## Emissões durante o Século XX
Os selos semipostais difundiram-se  nos países europeus no início do século XX. Em muitos casos, houve emissões anuais, tais como a série Pro Juventute, da Suíça, que começou em 1913. Muitos países emitiram selos semipostais para arrecadar dinheiro para a Cruz Vermelha  durante a I Guerra Mundial. As sobretaxas são normalmente uma fração do valor de face, a ponto a de Federação Internacional de Filatelia boicotar oficialmente selos com sobretaxas maiores que 50% do valor de face, dizendo que tais emissões são abusivas aos colecionadores de selos.
Alguns países fora da Europa seguiram a prática (tais como a Nova Zelândia, que tem emite selos semipostais anualmente desde 1929); os territórios associados à Nova Zelândia, Ilhas Cook e Niue, muitas vezes, emitem séries de Natal e de Páscoa  em dois conjuntos de valores, com um conjunto deles com o custo adicional direcionado a uma instituição de caridade. Mas os selos semipostais ainda uma prática predominantemente europeia. Por sua vez, os Estados Unidos são recém-chegados aos semipostais, com sua primeira série, em prol da pesquisa contra o câncer de mama tendo sido emitida em julho de 1998. Através de 2016 quatro selos foram emitidos, três outras causas e a quarta de uma reedição do câncer de Mama carimbo. Outra série, destinada à questão da doença de Alzheimer, foi lançada em novembro de 2017.